# Hydrocotyle pusilla
Hydrocotyle pusilla är en växtart i släktet Hydrocotyle och familjen araliaväxter.
Arten är en perenn ört som förekommer i stora delar av tropiska Centralamerika och Sydamerika. Den beskrevs av Achille Richard 1820.